# Jarvis Cocker
Jarvis Branson Cocker (* 19. září 1963, Sheffield, Anglie) je britský zpěvák, hudební skladatel a zakládající člen kapely Pulp. Jde o klíčovou postavu ve vývoji hudebního stylu známého z poloviny 90. let jako britpop. Úspěšně se věnoval i sólové dráze. V roce 2023 začal znovu koncertovat s Pulp.